# Ариткулов, Давлет Шагиевич
Давлет Шагиевич Ариткулов (тат. Дәүләт Шәһи улы Аритколов; 5 мая 1901, Балыклыкуль, Уфимская губерния — 23 февраля 1943, Ворошиловградская область) — участник Гражданской войны в России и Великой Отечественной войны.

## Биография
Ариткулов Давлет Шагиевич родился 5 мая 1901 года в деревне Балыклыкулево Миркит-Минской волости Стерлитамакского уезда Уфимской губернии (ныне Аургазинский район Республики Башкортостан). Татарин.
В 1917—1926 гг. служил в рядах Красной Армии. В 1918 году вступил в РКП(б).
Находился на государственной и партийной работе.
После начала Великой Отечественной войны был призван Хайбуллинским районным военным комиссариатом.
В 1941—1943 гг. являлся комиссаром штаба 112-й Башкирской кавалерийской дивизии, заместителем начальника штаба по политической части.
В начале февраля 1943 года дивизия получила боевой приказ: пойти в глубокий рейд по тылам противника и овладеть населенным пунктом Чернухино, станцией Дебальцово, уничтожить противника в направлении станции Миллерово. В ходе этих тяжелых боев 23 февраля 1943 года погиб возле хутора Юлино-I Ворошиловградской области Украинской ССР.

## Награды
Орден Красной Звезды (1943).

## Семья
Жена — Ариткулова Амина (с. Акъяр, Хайбуллинский район, Башкирская АССР).